# Dick Cavett
Richard Alva Cavett (IPA: ˈkævᵻt; Gibbon, Buffalo megye, Nebraska, 1936. november 19.–) amerikai televíziós személyiség, humorista. A hatvanas évektől a kétezres évekig rendszeresen szerepelt a televízióban. Saját showműsora is volt The Dick Cavett Show néven. Később a The New York Times egyik írója lett.
Olyan személyekkel készített interjút, mint Bette Davis, Lucille Ball, Salvador Dalí, Groucho Marx, Katharine Hepburn, Judy Garland, Marlon Brando, Orson Welles, Woody Allen, Ingmar Bergman, Jean-Luc Godard, John Lennon, George Harrison, Richard Burton, Sophia Loren és Marcello Mastroianni. Beceneve: "a gondolkodó ember műsorvezetője". Sorozatokban és filmekben is szerepelt, általában önmaga szerepében.

## Élete
A nebraskai Buffalo megyében született, de egyes források meghatározzák a várost is: vagy Gibbont vagy Kearney-t teszik meg születési helyének. Cavett állítása szerint Gibbonban született.
Szülei tanárok voltak. Műsorában elmondta, hogy skót, ír, angol, francia és német felmenőkkel rendelkezik. Egyik nagyapja Angliából származott, míg a másik Walesből. Nagyszülei mind a nebraskai Grand Island-en laktak. Apai nagyszülei Alva A. Cavett és Gertrude Pinsch voltak. Cavett elmondása szerint agnosztikus.
Szülei Comstockban, Gibbonban és Grand Island-en tanítottak. Cavett a Wasmer Elementary Schoolba járt. Három évvel később szülei Lincolnban lettek tanárok, így Cavett folytatta tanulmányait. Anyja 36 éves korában hunyt el rákban. Ekkor Cavett tíz éves volt.
Mikor nyolcadikos volt, élő rádióműsort rendezett, és a The Winslow Boy címszereplőjét alakította. Egyik osztálytársa Sandy Dennis színésznő volt. Cavett-et a diáktanács elnökének választották meg, az állami gimnasztika bajnokságon pedig aranyérmet nyert.
Labdaszedőként is dolgozott a Lincoln Country Clubban. Bűvészmutatványokkal is fellépett; fellépéseivel 35 dollárt keresett. 1952-ben ellátogatott az International Brotherhood of Magicians egyik gyűlésére, és trófeát nyert a "legjobb új előadó" kategóriában. Ugyanebben az időben ismerkedett meg Johnny Carsonnal, aki szintén bűvész volt.
A Yale Egyetemen tanult, ahol a WYBC iskolarádió számára rendezett drámákat. 1958-ban diplomázott. Több munkája is volt.

## Magánélete
A Yale School of Drama iskolában ismerkedett meg későbbi feleségével, Caroline Nye McGeoy-jal (Carrie Nye). 1964. június 4-én házasodtak össze. Házasságuknak Nye 2006-ban bekövetkezett halála vetett véget.
2010-ben vette feleségül Martha Rogers professzort. A New York-i Montaukban éltek, de 2019-ben elköltöztek a connecticuti Ridgefieldbe.
Hajlamos a depresszióra, amelyről nyíltan is beszélt.

## Bibliográfia
- Cavett. Dick Cavett és Christopher Porterfield, Bantam Books, 1974. augusztus. ISBN 0-15-116130-5.
- Eye on Cavett. Dick Cavett és Christopher Porterfield, Arbor House, 1983. ISBN 0-87795-463-1.
- Talk Show: Confrontations, Pointed Commentary, and Off-Screen Secrets. Dick Cavett, Times Books, 2010. ISBN 0-8050-9195-5.
- Brief Encounters: Conversations, Magic Moments, and Assorted Hijinks. Dick Cavett, Henry Holt and Co., 2014. ISBN 978-0-8050-9977-5.